# Oriol Paulí
Oriol Paulí Fornells (Gerona, 20 maggio 1994) è un cestista spagnolo.

## Palmarès
- Supercoppa spagnola: 1

Gran Canaria: 2016
- Campionato spagnolo: 1

Barcellona: 2022-23
- Liga catalana: 3

Andorra: 2020
Barcellona: 2022, 2023